# Посольство России в Монголии
Посо́льство Росси́йской Федера́ции в Монго́лии (монг. Оросын Холбооны Улсаас Монгол Улсад Сугаа Элчин Сайдын Яам; класс. монг. ᠣᠷᠣᠰ ᠤᠨ ᠬᠣᠯᠪᠣᠭᠠᠨ ᠤ ᠤᠯᠤᠰ ᠠᠴᠠ ᠮᠣᠩᠭᠣᠯ ᠤᠯᠤᠰ ᠲᠤ ᠰᠤᠭ ᠢᠶᠠᠨ ᠡᠯᠴᠢᠨ ᠰᠠᠶᠢᠳ ᠤᠨ ᠶᠠᠮᠤ) — дипломатическое представительство России, расположенное в столице Монголии Улан-Баторе; крупнейшая дипломатическая миссия в истории современной Монголии. Дипломатические отношения между Советской Россией и Народной Монголией были установлены 5 ноября 1921 года. Россия стала первой из стран, признавших независимость Монголии.

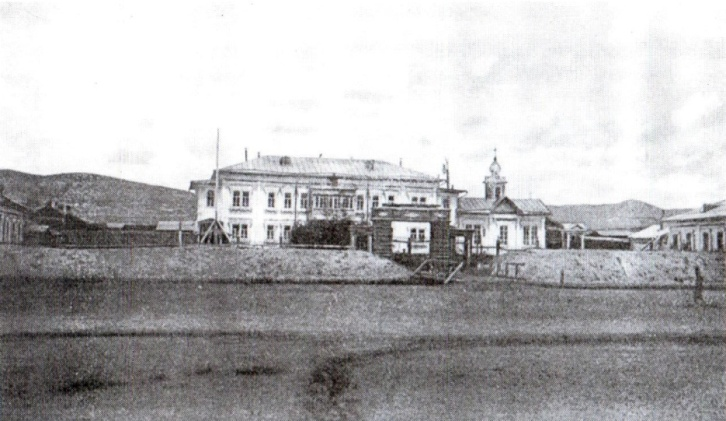
Консульство Российской империи в Урге

## История
Первый обмен посольствами между Москвой и Ургой (прежнее название Улан-Батора) состоялся в 1922 году. Первоначально российская дипломатическая миссия располагалась в восточной части столицы Монголии, вблизи того места, где раньше были консульское представительство царской России и русская духовная миссия. Эта часть города в Улан-Баторе называется 15-й микрорайон, где в течение многих лет здесь располагалось посольство, торговое представительство, школа при Посольстве, советская больница и другие объекты. Здесь же проживали тысячи специалистов из Советского Союза.

## Здание
В 1971 году посольство СССР в Монгольской народной республике переместилось в центр города, неподалёку от площади имени Сухэ-Батора и Дворца Правительства. Современный посольский комплекс включает административное здание посольства,  жилой многоэтажный дом, спортивные площадки, объектов соцкультбыта и прилегающей территории.
Посольство России находится в 15 км от международного аэропорта «Чингисхан» и 500 м от центральной площади Улан-Батора по адресу: Проспект Мира, 6.